# Lipeckij rajon
Il Lipeckij rajon (in russo Липецкий район?) è un rajon dell'Oblast' di Lipeck, nella Russia europea; il capoluogo è Lipeck. Istituito il 30 luglio 1928, ricopre una superficie di 1.510 chilometri quadrati.